# Roxana Zal
Roxana Zal (* 8. November 1969 in Los Angeles) ist eine US-amerikanische Schauspielerin.

## Leben und Leistungen
Zal debütierte in einer Folge der Fernsehserie Hart aber herzlich aus dem Jahr 1981, für welche Rolle sie im Jahr 1983 den Young Artist Award erhielt. Im Filmdrama Table for Five (1983) spielte sie an der Seite von Jon Voight und Richard Crenna eine der größeren Rollen, wofür sie 1984 erneut den Young Artist Award gewann. Im Filmdrama Das letzte Testament (1983) spielte sie eine Tochter von Carol Wetherly (Jane Alexander), die nach einem Nuklearkrieg alleine für drei Kinder sorgt. Für diese Rolle wurde Zal 1985 für den Young Artist Award nominiert.
Im Fernsehdrama Something About Amelia (1984) trat Zal an der Seite von Ted Danson und Glenn Close auf. Für diese Rolle erhielt sie im Jahr 1984 den Emmy – als jüngste Preisträgerin in der Geschichte der Auszeichnung – und wurde 1985 für den Golden Globe Award nominiert. Im Jahr 1986 erhielt sie ihren dritten Young Artist Award für ihre Rolle in der Sendung CBS Schoolbreak Special: God, the Universe & Hot Fudge Sundaes.
Im Krimidrama Das Messer am Ufer (1986) war Zal an der Seite von Crispin Glover und Keanu Reeves in einer größeren Rolle zu sehen. Im Fernsehdrama Tochter der Nacht (1990) übernahm sie eine der Hauptrollen. In den 1990er Jahren trat sie in einigen Independentfilmen auf wie die Dramen Land of Milk and Honey (1996) und Broken Vessels (1998). Für die Rolle im zweiten dieser Filme, den sie auch mitproduzierte, erhielt sie 1998 den Publikumspreis des Los Angeles Independent Film Festivals.

## Filmografie (Auswahl)
- 1981: Hart aber herzlich (Hart to Hart; Folge: Hoppe, hoppe Reiter)
- 1983: Table for Five
- 1983: Das letzte Testament (Testament)
- 1984: Something About Amelia
- 1986: Das Messer am Ufer (River’s Edge)
- 1989: Under the Boardwalk
- 1990: Tochter der Nacht (Daughter of the Streets)
- 1992: Verhängnisvolle Liebe (Something to Live for: The Alison Gertz Story)
- 1993: Das Biest hinter der Maske (Deadly Relations)
- 1996: Red Line – Volles Risiko
- 1996: Land of Milk and Honey
- 1998: L.A. Nights (The Thief & the Stripper)
- 1999: Big City Blues
- 1999: Mord am Abgrund (Her Married Lover)
- 2001: Mörderische Schwestern (Blind Obsession)
- 2003: Crossing Jordan – Pathologin mit Profil
- 2004: 3-Way
- 2004: Skin Walker
- 2006: Watch Over Me (Fernsehserie)